# Kościół św. Wojciecha w Kargowej
Kościół pw. św. Wojciecha w Kargowej – rzymskokatolicki kościół parafialny w Kargowej, w powiecie zielonogórskim, w województwie lubuskim. Należy do dekanatu Sulechów, diecezji zielonogórsko-gorzowskiej.

## Historia
Świątynia została zbudowana w 1902 roku jako kaplica filialna przez proboszcza parafii Najświętszej Maryi Panny Wniebowziętej w Kopanicy, księdza Władysława Czarneckiego. Do tej pory katoliccy mieszkańcy miasta uczęszczali na msze święte do kościoła w Kopanicy. W czasie walk powstania wielkopolskiego w 1919 roku kaplica została częściowo zniszczona, wkrótce została wyremontowana. 
Od 1923 kaplica administracyjnie podlegała pod Wolną Prałaturę Pilską. W 1921 roku został powołany pierwszy proboszcz samodzielnej kargowskiej parafii, ksiądz Maksymilian Wdowczyk. Oficjalnie nowa parafia św. Wojciecha w Kargowej została powołana w dniu 27 marca 1923 roku. Ponieważ liczba katolików w ówczesnym Unruhstadt stale wzrastała, konieczna była rozbudowa kaplicy. Nastąpiło to w 1932 roku. Wtedy to została również dodana wieża. Budowla jest zbudowana w stylu neogotycko-neoromańskim.